# Vetenskapsåret 1833

## Händelser

### Astronomi
- 12-13 november - Då Jorden passerar Leoniderna noteras ett stort meteorregn i Alabama i USA.[1]

### Fysik
- Anselme Payen upptäcker diastas, det första kända enzymet.
- Marshall Hall myntar termen "reflex" för muskelreaktion.
- Thomas Graham formulerar Grahams lag.

### Teknik
- Wilhelm Eduard Weber utvecklar en elektromagnetisk telegraf.

## Pristagare
- Copleymedaljen: ej utdelad.
- Wollastonmedaljen - uj utdelad [2]

## Födda
- 25 mars - Fleeming Jenkin (död 1885), brittisk professor i ingenjörsvetenskap och uppfinnare.
- 5 maj - Ferdinand Paul Wilhelm Richthofen (död 1905), tysk geograf.
- 29 juni - Peter Waage (död 1900), norsk kemist.
- 9 oktober - Eugene Langen (död 1895), ingenjör.
- 17 oktober - Paul Bert (död 1886), fransk fysiolog.
- 21 oktober - Alfred Nobel (död 1896), svensk uppfinnare.
- 2 december - Daniel von Recklinghausen (död 1910), tysk patolog.

## Avlidna
- 10 januari - Adrien-Marie Legendre (född 1752), fransk matematiker.
- 6 februari - Pierre André Latreille (född 1762), fransk entomolog.
- 14 februari - Gottlieb Kirchhoff (född 1764), rysk kemist.
- 22 april - Richard Trevithick (född 1771), gruvingenjör och uppfinnare.
- 5 juli - Nicéphore Niépce (född 1765), fransk uppfinnare.
- 31 oktober - Johann Friedrich Meckel (född 1781), tysk anatom, patolog.

### Fotnoter
1. ↑  ”Counting by Winters”. Lakota Winter Counts Online Exhibit by the Smithsonian Institution National Museum of Natural History. Smithsonian Institution. Arkiverad från originalet den 23 april 2014. https://web.archive.org/web/20140423231754/http://wintercounts.si.edu/html_version/html/index.html. Läst 15 augusti 2014.
2. ↑  ”Geological Society”. Arkiverad från originalet den 5 juni 2011. https://web.archive.org/web/20110605102217/http://www.geolsoc.org.uk/gsl/society/history/page750.html. Läst 13 april 2011.